# Joni Jouhkimainen
Joni Petteri Jouhkimainen (* 19. Mai 1991) ist ein professioneller finnischer Pokerspieler. Er gewann 2022 ein Bracelet bei der World Series of Poker Online.

## Pokerkarriere
Jouhkimainen kam im Alter von 15 Jahren beim Schauen der Fernsehübertragung der World Poker Tour erstmals mit Poker in Berührung und spielte anschließend häufiger mit Freunden. Seine erste Live-Erfahrung sammelte er kurz nach seinem 18. Geburtstag in einem Casino in seiner Heimatstadt Helsinki. Der Finne spielt seit August 2009 online unter den Nicknames bustoville (PokerStars), gusterous (Full Tilt Poker), LavisDanzos (PokerStars.FR sowie Betsafe) und NastyMake (888poker). Auf PokerStars gewann er 2016 einen Titel bei der Spring Championship of Online Poker sowie 2019 ein Turnier der World Championship of Online Poker. Von Januar 2018 bis Jahresende 2021 war er Teil des Team partypoker und trat dort als Jjouhki auf. Insgesamt hat sich Jouhkimainen mit Online-Turnierpoker mehr als 2,5 Millionen US-Dollar erspielt.
Seine erste Geldplatzierung bei einem Live-Turnier war der sechste Platz beim Main Event der Italian Poker Tour Mitte Dezember 2009 in Sanremo, für den er 21.400 Euro erhielt. Anfang April 2012 gewann Jouhkimainen das Main Event der European Masters of Poker in Lissabon und sicherte sich eine Siegprämie von mehr als 55.000 Euro. Im August 2012 erreichte er beim Main Event der European Poker Tour (EPT) in Barcelona den Finaltisch und beendete das Turnier auf dem mit über 400.000 Euro dotierten dritten Platz. Ende April 2013 wurde der Finne beim EPT High Roller in Berlin Sechster für knapp 70.000 Euro. Im Juni 2013 war er erstmals bei der World Series of Poker im Rio All-Suite Hotel and Casino am Las Vegas Strip erfolgreich und kam bei einem Turnier der Variante Pot Limit Omaha an den Finaltisch. Im September 2013 belegte er beim High Roller der EPT Barcelona den vierten Platz, der mit 148.000 Euro bezahlt wurde. Mitte Dezember 2017 wurde Jouhkimainen beim Main Event der partypoker Nordic Poker Championships in Prag Vierter und erhielt ein Preisgeld von 70.000 Euro. Ende Juni 2018 beendete er ein Event der DeepStack Championship Poker Series im Venetian Resort Hotel am Las Vegas Strip als Vierter und sicherte sich rund 220.000 US-Dollar. Ende Mai 2019 belegte der Finne beim Main Event der partypoker Millions North America in Kahnawake den mit mehr als 470.000 Kanadischen Dollar dotierten dritten Rang. Ende Januar 2020 erreichte er bei den Australian Poker Open in Gold Coast zweimal die Geldränge und sicherte sich Preisgelder von rund 230.000 Australischen Dollar. Bei der World Series of Poker Europe im King’s Resort in Rozvadov wurde Jouhkimainen Ende November 2021 bei einem Event in Pot Limit Omaha Zweiter und belegte zwei Tage später beim Platinum High Roller ebenfalls den zweiten Platz, wofür er Preisgelder von knapp 450.000 Euro erhielt. Im September 2022 entschied er bei der World Series of Poker Online auf GGPoker, wo er unter seinem echten Namen spielt, ein Event für sich und wurde mit einem Bracelet sowie insgesamt rund 80.000 US-Dollar prämiert.
Insgesamt hat sich Jouhkimainen mit Poker bei Live-Turnieren mehr als 6 Millionen US-Dollar erspielt und ist damit nach Patrik Antonius und Juha Helppi der dritterfolgreichste finnische Pokerspieler.